# ویشتاسپ (پسر خشایارشا)
ویشتاسپ یا گشتاسپ شاهزاده هخامنشی، دومین پسر شاهنشاه هخامنشی، خشایارشا بود. زمانی که پدرش توسط اردوان پارسی ترور شد، برادر کوچکتر ویشتاسپ اردشیر یکم بر تخت نشست. به گفته دیودور سیسیلی، ویشتاسپ در زمان مرگ پدرش ساتراپ از باختر بود. این ادعای دیودور با نسخه کتزیاس که یک اردوان (با قاتل خشایارشا اشتباه نشود) در باختر، جایی که ساتراپ بود، شورش را رهبری کرد، در تضاد است. ممکن است که شورشی واقعی ویشتاسپ باشد.
ظاهرا ویشتاسپ توسط اردشیر یکم ترور شده است.